# Flora Berolinensis Sive Enumeratio Vegetabilium Circa Berolinum Sponte Crescentium
Flora Berolinensis Sive Enumeratio Vegetabilium Circa Berolinum Sponte Crescentium (abreviado Fl. Berol. (Kunth, 1813)) es un libro con ilustraciones y descripciones botánicas que fue escrito por el naturalista y botánico alemán Carl Sigismund Kunth. Fue publicado en Berlín en el año 1813, con el nombre de Flora Berolinensis Sive Enumeratio Vegetabilium Circa Berolinum Sponte Crescentium... Tomus Primus Exhibens Vegetabilia Phaenogama.